# Arthur Burkhardt (Manager)
Arthur Burkhardt (* 10. März 1905 in Freiburg im Breisgau; † 12. Oktober 1990 in Stuttgart) war ein deutscher Ingenieur und Manager.

## Leben
Burkhardt studierte Naturwissenschaften an der Technischen Hochschule Stuttgart und promovierte 1928 zum Dr.-Ing. Er blieb an der Hochschule zunächst als Assistent tätig. Von 1929 bis 1935 war er wissenschaftlicher Mitarbeiter der Metallgesellschaft in Frankfurt am Main, wo er auf dem Gebiet der Nichteisenmetalle forschte. Zwischen 1935 und 1941 war er Betriebsführer des Bergbaukonzerns Georg von Giesches Erben in Berlin. Während dieser Zeit entwickelte er mehrere neue Werkstoffe. 1941 wechselte er als technisches Vorstandsmitglied zur Württembergischen Metallwarenfabrik (WMF) in Geislingen/Steige und wurde dort 1950 Vorstandsvorsitzender. Daneben war er Aufsichtsratsvorsitzender der Bumix-Mischlicht GmbH und Aufsichtsratsmitglied mehrerer Unternehmen. Er gehörte auch dem Verein Deutscher Ingenieure (VDI) mit der Mitgliedsnummer 501037 an.
Er veröffentlichte umfangreich auf metallurgischem Gebiet. 1983 errichtete er die Arthur-Burkhardt-Stiftung für Wissenschaftsförderung. Diese vergibt seit 1984 den nach ihm benannten Arthur-Burkhardt-Preis an namhafte Wissenschaftler.

## Ehrungen
- 1955: Großes Verdienstkreuz der Bundesrepublik Deutschland
- 1960 Ehrenmitglied des Akademischen Vereins Hütte Stuttgart
- 1961 Ehrensenator der Universität Tübingen
- 1966: Großes Verdienstkreuz mit Stern der Bundesrepublik Deutschland
- Ehrensenator der Technischen Hochschule Stuttgart
- Honorar-Professor der Technischen Hochschule Stuttgart
- Doktor rer. nat. ehrenhalber